# Friganismo

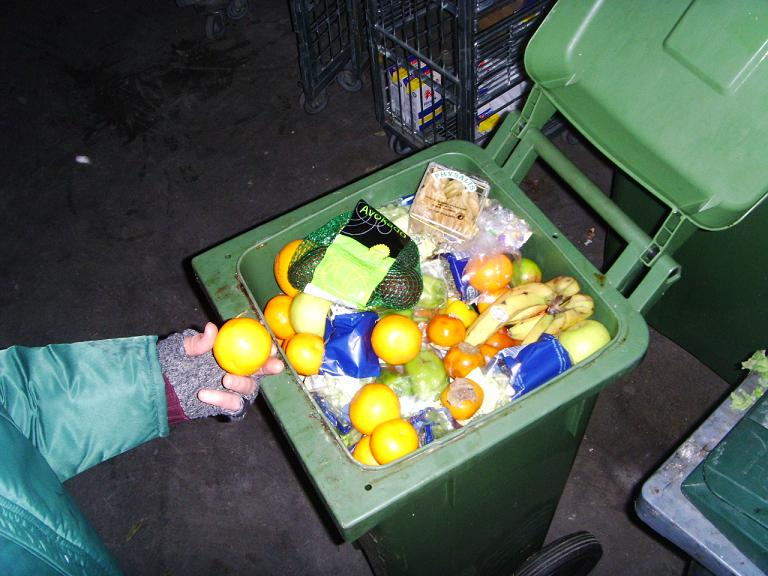
Contenedor lleno de comida en Estocolmo. Los friganos rechazan el desperdicio de alimentos.

El término friganismo o movimiento frigano (del extranjerismo proveniente del inglés: freeganism) designa un estilo de vida anticonsumista, con una participación limitada en la economía convencional, mínimo consumo de recursos y mejor aprovechamiento de los mismos. Una de estas estrategias es evitar el consumismo innecesario, y otra la recolección de alimentos que han sido previamente tirados a la basura o descartados por estar próxima o pasada su fecha de caducidad.
Los friganos son considerados activistas que se manifiestan contra el consumo y desperdicio excesivo de productos, siendo los alimenticios el foco de atención en muchas de sus acciones. Sus actividades son básicamente nocturnas y junto a restaurantes y supermercados, donde es posible encontrar alimentos seguros y en condiciones para preparar sus propias comidas o para compartirlas en reuniones públicas.
En algunos casos, los friganos lo son por necesidad (léase incluso pobreza extrema) más que por convicción, llegando en ciertos casos a consumir alimentos en mal estado y/o en condiciones higiénicas muy degradadas.
En esencia, esta denominación es un eufemismo de las sociedades degradadas para hacer menos visible lo que simplemente es pobreza.

## Etimología y origen
La palabra friganismo procede del término inglés freeganism que es la contracción de free (gratis/libre, en inglés) y vegan. Este movimiento comenzó a mediados de 1990, junto a los movimientos antiglobalización y ecologistas.
La persona responsable por la popularización de este movimiento, además de ser el administrador del sitio web que informa al respecto, es el estadounidense Adam Weissman. Weissman menciona que el friganismo es un movimiento en respuesta a la cultura occidental contemporánea, al desperdicio y la industrialización.
El movimiento se ha hecho relativamente importante en grandes ciudades, como Londres o Nueva York, donde grupos de personas se reúnen para encontrar alimentos y demás cosas que puedan serles de utilidad. Estados Unidos, Brasil, Argentina, España, Corea, Estonia, Suiza y Gran Bretaña son algunos de los países donde viven. Nueva York es la sede de una de las mayores organizaciones de friganos. Se calcula que existen casi 3 millones de ellos alrededor del mundo, organizados en 3800 comunidades.
Weissman dice: 

"Hay muchísimo desperdicio, vivir así es fácil. La gente asume que la comida ya no sirve, pero en realidad sólo es comida".

Asimismo, afirma que con esta forma de vida se tiene acceso a todo lo que se puede necesitar, ya que siempre hay desperdicios nuevos, porque la cultura occidental nos impulsa siempre a tener cosas más nuevas, más brillantes.
Es parte de su estilo de vida recuperar los alimentos desechados en los contenedores de residuos de supermercados y restaurantes. Los friganos rescatan la comida por razones políticas, más que por necesidad.
Recogida de alimentos para compartir entre amigos y desconocidos, acciones frente a restaurantes y supermercados, “bucear” en contenedores de basuras, esas son algunos de los rasgos de los friganos, un grupo de individuos que actúan en las grandes ciudades llamando al anticonsumo.

## Prácticas

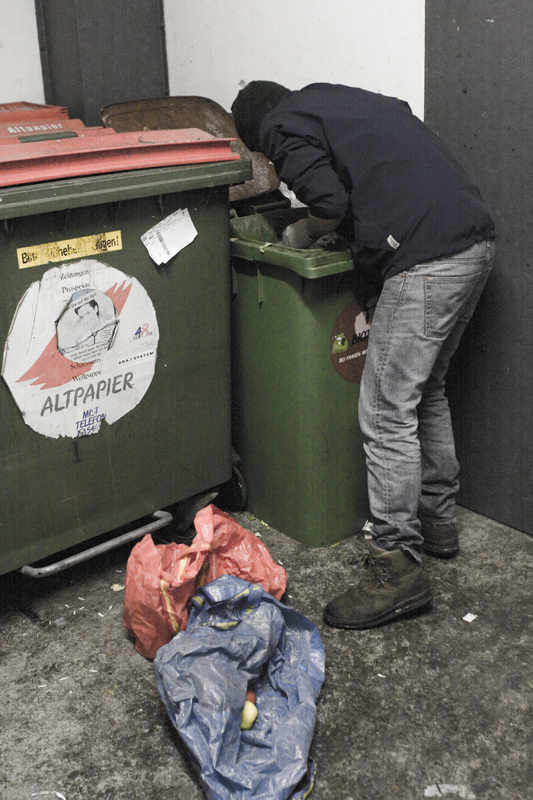
Un frigano buscando en la basura.

Los friganos obtienen la comida, generalmente, extrayéndola en parte de un contenedor o papelera y/o de un cesto de descarte de comidas al paso. Muchos supermercados, tiendas de alimentos o restaurantes, tiran comida en buenas condiciones a medida que se acerca la fecha de caducidad o por presentar algún tipo de daño en el envoltorio o el aspecto estético del empaque.
Extrayendo comida de la basura, los friganos evitan contribuir con los regímenes a los que su ideología se opone: gastar en demasía dinero en productos que de una manera o de otra dañan el medio ambiente, y/o no tienen en cuenta los derechos de los animales, y/o favorecen la dispersión urbana, y/o en ciertos aspectos no respetan los derechos de los trabajadores. También argumentan que, mediante esta recolección de alimentos, se evita que los mismos acaben en un basurero.
A menudo, esta búsqueda en la basura no se limita a los alimentos. Muchas personas que practican esta recolección urbana también buscan objetos que puedan ser reutilizados o reciclados, o en ciertos casos incluso luego vendidos en ferias vecinales, y/o a través de casas de compra-venta, y/o a través de sitios digitales de compraventa.

## Relación con el veganismo
La principal razón por la que se asocia el friganismo con el veganismo es por el acceso limitado que se tiene a alimentos como carnes rojas y blancas, además también del uso de tejidos y cosméticos de origen animal. Además de que el acceso a alimentos de origen vegetal es más fácil, ya que pueden ser cultivados y procesados por uno mismo; sin embargo, muchos friganos han declarado que consumirían alimentos de origen animal si se tuviera acceso gratuito a estos.
No todos los que se identifican como friganos son veganos y existen algunos que practican la recolección urbana de alimentos y consumen los productos animales que han sido desechados argumentando que, de lo contrario, se desperdiciarían y que los animales no deben ser sacrificados en vano.

## Impacto en el ecosistema
Un rol clave del friganismo es su positivo impacto en el ecosistema. Propone un uso eficiente de los recursos que se tienen al alcance, lo que reduce al mínimo posible el desperdicio. Al reducirse el desperdicio, se reduce la basura. Esto es especialmente notorio con la comida, siendo que la comida consumida por un frigano se obtiene a través de la comida ya desperdiciada. Además, un frigano hace uso de lo que tiene a su alcance, lo que extiende aún más la reducción de desperdicios, ya que no sólo se reduce la cantidad de basura generada, sino que también se usa el desperdicio ya generado como un recurso, eliminando así el desperdicio ya generado.
El friganismo propone reciclar. Hacer uso de las cosas que hacen falta y, cuando no hagan falta más de esas cosas, compartirlas con alguien a quien le haga falta. Se reduce el desperdicio, se ayuda a la comunidad y se hace gratis. Otra forma amigable con el medio ambiente que propone el friganismo es el del transporte colectivo. Compartir vehículos, uso y préstamo de bicicletas. Además de buscar y reparar bicicletas. Todo en comunidad.
También se apoya el consumo de vegetales cultivados por uno mismo, la reconstrucción y adaptación de espacios donde puedan crearse jardines para estos cultivos y especialmente el evitar consumir vegetales cultivados de forma industrial, usando pesticidas y demás químicos tóxicos, modificación genética y transportación a lo largo y ancho de países, acciones que contribuyen a la contaminación.

## Legalidad y salubridad

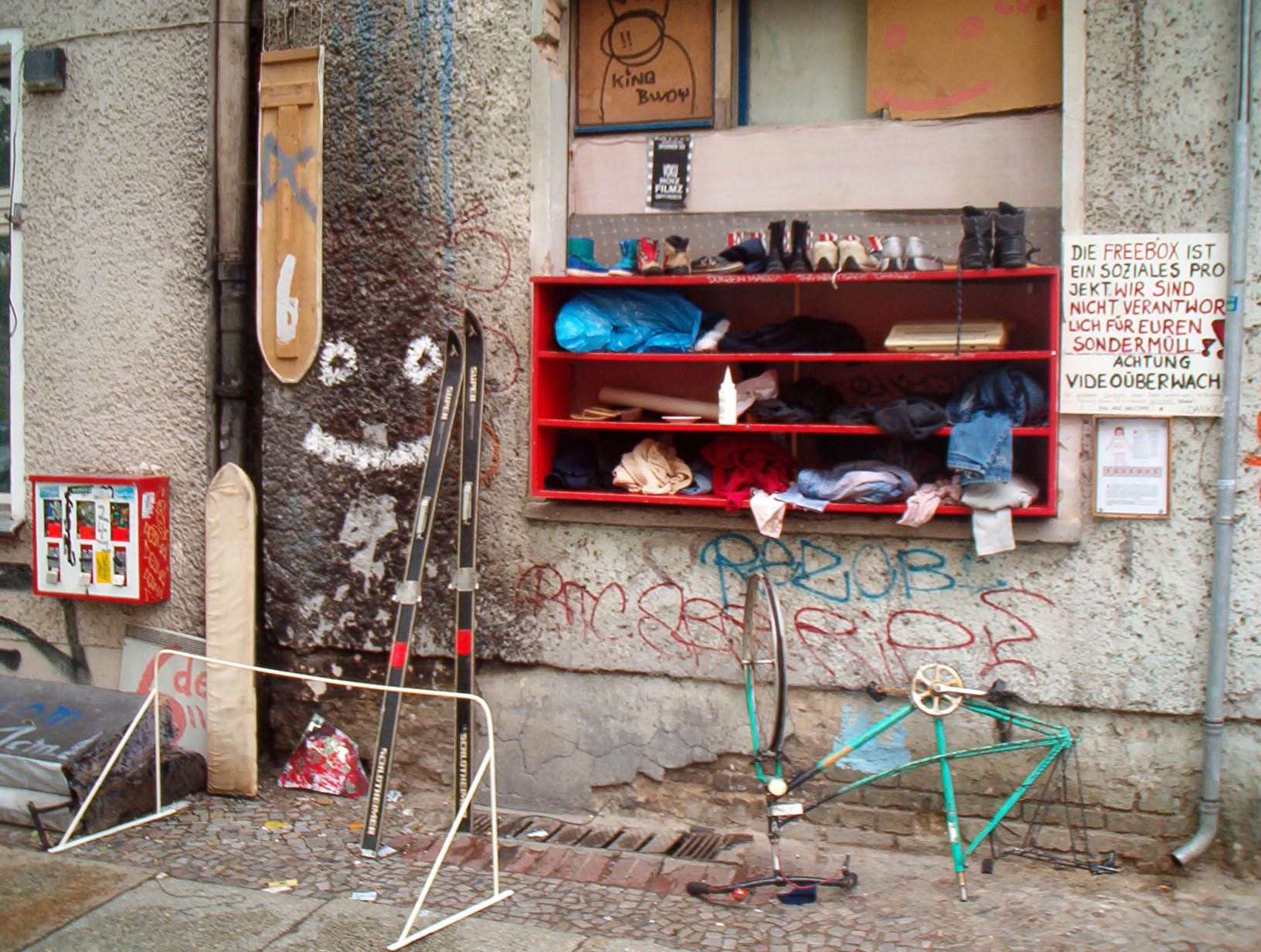
Imagen de un centro de distribución de materiales de forma gratuita que han sido donados o extraídos de la basura en Berlín, Alemania (2005).

Las personas que practican el friganismo son a menudo interrumpidas y acosadas por la policía. Estas prácticas suelen percibirse como un tabú en la mayoría de los países desarrollados, y por ello se conciben como socialmente inaceptables. Ciudades como Madrid han tipificado multas para las personas que busquen o seleccionen comida entre la basura.

### Percepción social
En general, la sociedad percibe la basura como algo sucio y no siente que pueda ser un lugar apto para conseguir comida. Es por esto que algunos friganos realizan actividades como repartir la comida o los bienes obtenidos de la basura con el fin de mejorar esta percepción.